# Ichigo 100%
Ichigo 100% (いちご100% Ichigo Hyaku Pāsento, n.đ. '"Dâu tây 100%"') là một bộ manga gồm 167 chương của tác giả Kawashita Mizuki, đã được đăng thành tập trên tạp chí Weekly Shōnen Jump và được tập hợp lại thành 19 tập tankōbon từ giữa tháng 8 năm 2002 đến 12 năm 2005. Truyện được chuyển thể thành kịch nói, light novel (tiểu thuyết được minh họa theo phong cách manga hoặc anime, chủ yếu hướng tới giới trẻ), game và anime. Truyện được cấp bản quyền bởi Viz Media với tập đầu tiên phát hành tháng 7 năm 2007.
Tại Việt Nam, truyện đã được 2 lần xuất bản lậu dưới tiêu đề: Những cô nàng xấu nết và Ichigo 100. Đều của nhà xuất bản Thanh Hóa và đều không có bản quyền.

## Tổng quan
Được trang web Mangaupdates (một trang web hàng đầu trong việc giới thiệu truyện tranh Nhật Bản đến cộng đồng người đọc Anh ngữ ) đánh giá với số điểm là 8.56, không phải ngẫu nhiên trong tất cả các danh sách topten truyện tranh thể loại harem, ecchi, school life đều có tên Ichigo 100%. Khi Ichigo 100% được phát hành, nó đã nhận được phản ứng rất tích cực từ phía người đọc.

## Cốt truyện
Ichigo 100% ghi lại cuộc sống của Manaka Junpei, một học sinh cấp 3 khao khát được làm đạo diễn, và mối quan hệ với các cô gái trong đời cậu.
Câu chuyện bắt đầu vào năm cuối của Manaka ở trường trung học. Một chiều, Manaka lên sân thượng để ngắm cảnh hoàng hôn. Vừa lên đến nơi, một cô gái xinh đẹp rơi ngay trước mặt cậu, và trước khi cô ấy chạy đi, cậu đã kịp nhìn thoáng thấy chiếc quần lót dâu tây. Với Manaka, đó chính là tình yêu sét đánh.
Trèo lên gờ tường mà cô gái vừa rơi xuống, cậu tìm thấy quyển vở thuộc về người tên là Toujou Aya. Hi vọng chủ nhân quyển sổ là cô gái bí ẩn đó đã "tiêu tan" khi cậu gặp và thấy rằng Aya chỉ là 1 cô gái không-xinh-đẹp với 2 bím tóc và cặp kính dày cộp. Tuy nhiên, cậu sớm nhận ra Aya là cây viết có tài, và cả hai trở thành bạn.
Hỏi ý kiến 2 người bạn thân là Komiyama Rikiya và Okusa về cô gái trên sân thượng, Junpei kết luận rằng cô gái bí ẩn đó chính là Nishino Tsukasa, người xinh nhất trường. Mặc kệ "tin đồn" rằng Tsukasa từ chối tất cả mọi chàng trai theo đuổi mình, Junpei vẫn quyết bày tỏ tình cảm. Theo lời khuyên của Toujou, cậu ta liền "chơi trội": tỏ tình trong khi lên xà. Trước sự ngạc nhiên của mọi người, Tsukasa đã đồng ý.
Tuy nhiên chỉ ít lâu sau, Junpei lại nhìn thấy cô gái bí ẩn với chiếc quần lót dâu tây, khiến cậu nhận ra Tsukasa không phải cô gái mà cậu đang tìm.
Không quan tâm việc mình nhận lầm người, Junpei quyết tâm duy trì mối quan hệ mới với Tsukasa. Cậu thuyết phục Tsukasa cùng thi vào trường cấp 3 Izumizaka với mình. Aya đã giúp cả hai chuẩn bị cho kì thi, và mối tình tay ba đã sớm nảy sinh giữa ba người.
Diễn biến của câu chuyện đều xoay quanh nhân vật Manaka và những cô gái xuất hiện trong cuộc đời cậu, có những ảnh hưởng đến cậu v.v.

## Đôi nét về manga
Ichigo 100% gồm 19 tập, tổng cộng 167 chương, bao gồm 1 chương thêm xoay quanh nhân vật trung tâm là Manaka Junpei. Trái ngược với anime, nhấn mạnh về các tình huống hài hước, manga lại nêu bật các tình huống lãng mạn, kịch tính phát triển giữa các nhân vật chính.
Chữ Hán đầu tiên trong tên 4 nhân vật nữ chính tương ứng với 4 phương:
- "Tou" (Đông) của Toujou Aya
- "Nishi" (Tây) trong Nishino Tsukasa
- "Kita" (Bắc) trong Kitaooji Satsuki
- "Minami" (Nam) trong Minamito Yui

(các bạn đọc truyện có thể thấy các hướng đối diện nhau liên quan đến quan hệ giữa các nhân vật như nào)
Và cuối cùng, "Naka" (Trung) trong Manaka Junpei nghĩa là trung tâm.
Tác giả dùng cách đặt tên như 1 biểu đồ tượng trưng để biểu thị các hướng -hay chính là các nhân vật nữ- như vòng tròn tình cảm của Manaka. Trong OVA đầu tiên, Manaka đã có ác mộng rằng cả bốn cô gái đứng quanh anh ta theo các hướng mà họ đại diện.

## Anime

### TV Series
Ichigo 100% đã được làm thành 26 tập phim anime bởi Madhouse. Mỗi tập dài khoảng 12 phút, cứ 2 tập được ghép lại thành một phần, mỗi phần khoảng nửa tiếng, được làm phỏng theo 2 chương trong manga. Nó được trình chiếu khắp Nhật Bản trên kênh Animax và TV Asahi. 2 tập cuối không trình chiếu mà được làm thành 1 tập đặc biệt. Diễn biến chính trong anime diễn ra nhanh hơn so với manga. Anime không làm giống hoàn toàn với manga mà thay đổi một số cảnh, một số sự việc để cả bốn nhân vật nữ chính cùng xuất hiện trong 1 tập. Các tập OVA (original video animation) cũng có nhiều tình huống khác hẳn truyện gốc.
|     | Các tập phim                            | Các tập truyện tương ứng |
| --- | --------------------------------------- | ------------------------ |
| 01. | "The Illusionary Strawberry Underwear"  | 1                        |
| 02. | "Misunderstanding or a Wrong Guess?"    | 2                        |
| 03. | "Shaky Love in the Study Group"         | 3, 7, 8                  |
| 04. | "The Illusionary Beautiful Girl Again!" | 13, 14                   |
| 05. | "Second Button of Memories"             | 17, 18                   |
| 06. | "Childhood Friend is a Spring Storm"    | 40, 41                   |
| 07. | "Troublesome High School Life"          | 19, 20, 23               |
| 08. | "The Wrong Heart and Mind"              | 21, 23, 24, 25           |
| 09. | "Panic IN MY ROOM"                      | 26, 27, 28, 29           |
| 10. | "Raging Waves of the Summer Camp"       | 30, 31, 32               |
| 11. | "Present of All One's Might"            | 34                       |
| 12. | "Unknown Destination of Feelings"       | 35, 36                   |
| 13. | "A Sudden Outburst! The Civil War"      | 38, 44                   |
| 14. | "Christmas of Past Loneliness"          | 39, 41, 42               |
| 15. | "The Dream Continues Once More"         | 43, 44                   |
| 16. | "A Hug in the Middle of the Snow!"      | 45                       |
| 17. | "Valentine's Chance Encounter"          | 48, 49                   |
| 18. | "Sweet Bitter Chocolate"                | 49, 50, 51               |
| 19. | "The Gratitude of Leveling Up"          | 54, 55                   |
| 20. | "Heart-pounding First Date!?"           | 47, 56                   |
| 21. | "The Dangerous New Member"              | 57, 58                   |
| 22. | "Determination! Birthday"               | 62, 63                   |
| 23. | "Another meeting in the rain"           | 61, 64, 65, 66           |
| 24. | "A True Heroine"                        | 65, 66, 85               |
| 25. | "Come Pick Me Up!"                      | 71, 72                   |
| 26. | "I'm Always on Your Side"               | 72, 73                   |

### OVA
Các tập OVA của Ichigo 100% đều được phát hành khác thời điểm với anime. Tập OVA đầu tiên phát hành trước khi anime được trình chiếu (và chỉ được làm bởi Madhouse). Nó không phải phần tiếp của anime, mà là một phần riêng biệt dựa trên một chương nào đó trong manga Ichigo 100%.
Tiêu đề các tập:
0. "Love is beginning!? Filming Lodge ~ My fleeting heart is going East and West ~" (Koi ga hajimaru!? Satsuei gasshuku ~ yureru Kokoro ga azuma e nishi e ~, làm từ chương 67, 68, 69, 70)
1. "Stormy Spring Festival of the Night Mist" (Yogiri no ransensai, làm từ chương 21, 22, 82, 83)
2. "Exodus from Oumi High" (Sakuraumi gakuen ekusodasu, làm từ chương 58, 59, 60)
3. "Sawayaka Pension Crisis ~ Be Careful of the Owner!" (Sawayaka penshon kuraishisu ~ ōnā ni kiwotsukero!, tập phim độc lập, không dựa theo manga). Cốt truyện: 3 chàng trai và 7 cô gái làm thêm ở 1 nhà nghỉ trên núi. Nhưng người chủ hóa ra lại là 1 tên biến thái, chỉ thích quấy rối các cô gái và bắt họ mặc đồ hở hang. Manaka sẽ làm gì để bảo vệ họ đây?
4. "A Sudden Change of Heart!?" (Kokorogawari wa totsuzen ni!?, tập phim độc lập, không dựa theo manga). Cốt truyện: Mở rộng từ phần Omake của tập 17, các cô gái bỗng nhiên thay đổi tính cách một cách kì quái (Omake: cảnh vẽ thêm sau 1 chapter của manga hay 1 tập của anime, thường là hài hước).
Xét theo anime, OVA 0 tiếp nối tập 24, OVA 1 là tiếp nối OVA 0, OVA 2 là giữa tập 21 và 22, OVA 3 và 4 thì hoàn toàn độc lập, không liên quan.

### Nhạc nền

#### Mở đầu
"Shine of Voice" by dream
OVA Kimiiro 100% by Nana Mizuki, Hamaguchi Megumi, Sanae Kobayashi, Mamiko Noto, and Hashimoto Miyuki

#### Kết thúc
"Ike Ike" by Hinoi Team